# Claude Zilberberg
Claude Zilberberg (Paris, 26 de maio de 1938 — Saint-Maur-des-Fossés, 12 de outubro de 2018) foi um linguista francês, co-diretor do Seminário Intersemiótico de Paris. Seus estudos se debruçaram principalmente pelo desenvolvimento de um modelo tensivo da semiótica.
Ao lado de Jacques Fontanille, elaborou a semiótica das paixões. Grande parte de sua teoria foi repercutiu em diferentes comunidades científicas pelo mundo, inclusive no Brasil, com o resgate por Luiz Tatit.

## Obras
- Essai sur les modalités tensives (1981)
- Raison et poétique du sens (1988)
- Valence, valeur (1996)
- Tension et signification (1998)
- Sémiotique & esthétique (2003)
- Eléments de grammaire tensive (2006)
- Cheminements du poème: Baudelaire, Rimbaud, Valéry, Jouve (2010)
- Des formes de vie aux valeurs (2011)
- La structure tensive (2012)